# Туре Регініуссен
Туре Регініуссен (норв. Tore Reginiussen, нар. 10 квітня 1986, Алта) — норвезький футболіст, захисник.
Насамперед відомий виступами за клуб «Тромсе», а також національну збірну Норвегії.

## Клубна кар'єра
У дорослому футболі дебютував 2003 року виступами за команду клубу «Алта», в якій провів два сезони, взявши участь у 53 матчах чемпіонату. 
Своєю грою за цю команду привернув увагу представників тренерського штабу клубу «Тромсе», до складу якого приєднався 2006 року. Відіграв за команду з Тромсе наступні три сезони своєї ігрової кар'єри. Більшість часу, проведеного у складі «Тромсе», був основним гравцем захисту команди.
Згодом з 2010 по 2012 рік грав у складі команд клубів «Шальке 04 II», «Шальке 04», «Лечче», «Тромсе» та «Оденсе».
До складу клубу «Русенборг» приєднався 2012 року. Відіграв за команду з Тронгейма 190 матчів в національному чемпіонаті.

## Виступи за збірні
У 2004 році дебютував у складі юнацької збірної Норвегії, взяв участь у 14 іграх на юнацькому рівні, відзначившись 2 забитими голами.
Протягом 2006–2008 років залучався до складу молодіжної збірної Норвегії. На молодіжному рівні зіграв у 15 офіційних матчах, забив 1 гол.
У 2008 році дебютував в офіційних матчах у складі національної збірної Норвегії. Провів у формі головної команди країни 34 матчі, забивши 4 голи.
| Дата       | Місто           | Господарі         | Результат | Гості     | Турнір            | Голи | Примітки |
| ---------- | --------------- | ----------------- | --------- | --------- | ----------------- | ---- | -------- |
| 26/03/2008 | Подгориця       | Чорногорія        | 3 – 1     | Норвегія  | товариський матч  | -    |          |
| 28/05/2008 | Осло            | Норвегія          | 2 – 2     | Уругвай   | товариський матч  | -    |          |
| 20/08/2008 | Осло            | Норвегія          | 1 – 1     | Ірландія  | товариський матч  | 1    |          |
| 06/09/2008 | Осло            | Норвегія          | 2 – 2     | Ісландія  | Відбір до ЧС 2010 | -    |          |
| 19/11/2008 | Дніпропетровськ | Україна           | 1 – 0     | Норвегія  | товариський матч  | -    |          |
| 28/03/2009 | Рустенбург      | ПАР               | 2 – 1     | Норвегія  | товариський матч  | -    |          |
| 01/04/2009 | Осло            | Норвегія          | 3 – 2     | Фінляндія | товариський матч  | -    |          |
| 10/10/2009 | Осло            | Норвегія          | 1 – 0     | ПАР       | товариський матч  | -    |          |
| 15/01/2012 | Бангкок         | Данія             | 1 – 1     | Норвегія  | товариський матч  | -    |          |
| 18/01/2012 | Бангкок         | Таїланд           | 0 – 1     | Норвегія  | товариський матч  | 1    |          |
| 21/01/2012 | Бангкок         | Південна Корея    | 3 – 0     | Норвегія  | товариський матч  | -    |          |
| 29/02/2012 | Белфаст         | Північна Ірландія | 0 – 3     | Норвегія  | товариський матч  | -    |          |
| 14/11/2012 | Будапешт        | Угорщина          | 0 – 2     | Норвегія  | товариський матч  | -    |          |
| Усього     |                 | Матчів            | 13        |           | Голів             | 2    |          |

## Досягнення
- Чемпіон Норвегії (4):

«Русенборг»:  2015, 2016, 2017, 2018
- Володар Кубка Норвегії (3):

«Русенборг»:  2015, 2016, 2018
- Володар Суперкубка Норвегії (2):

«Русенборг»:  2017, 2018